# Марія Кантакузіно
Марія Кантакузіно (рум. Marie Cantacuzène; 20 липня 1820, Хороднічень, повіт Сучава, Молдавське князівство — 29 серпня 1898, Париж, Франція) — румунська принцеса, натурниця.

## Біографія
Марія Кантакузіно народилася 20 липня 1820 року у комуні Хороднічень, повіт Сучава, Молдавське князівство
. Вона була найстарша із трьох дітей принца Ніколаса Кантакузіно та принцеси Пульхерії Стурдза. Марія отримала католицьку освіту і вільно спілкувалася французькою. 1836 року, коли їй виповнилося 16 років, вона вийшла заміж за боярина Георге Стратулата, але вони швидко розлучилися. Пізніше вона вийшла за свого кузена Александру Кантакузіно, який служив міністром у Румунії. Вони теж розійшлися, але не розлучалися.
Марія була близьким другом Ніколає Белческу та Васіле Александрі. З 1850 року вона жила зі своїм батьком у Парижі та Біарріці. 1854 року брат Марії познайомив її із Теодором Шассеріо, із яким вона мала бурхливі стосунки.
Марія зустріла П'єра Пюві де Шаванна у майстерні Шассеріо, і вони були разом із 1856 року. Вона часто позувала для художника, зображена на багатьох його картинах та етюдах. Їхні стосунки тривали 40 років, але одружилися вони лише 21 липня 1898 року.